# Pinnatella ambigua
Pinnatella ambigua är en bladmossart som beskrevs av Fleischer 1906. Pinnatella ambigua ingår i släktet Pinnatella och familjen Neckeraceae. Inga underarter finns listade i Catalogue of Life.